# 미스터 굿바이
《미스터 굿바이》는 2006년 5월 22일부터 2006년 7월 18일까지 방송되었던 KBS 2TV 월화 드라마였는데 지나친 입양 반복· 왜곡 등의 지적을 사 기대 이하의 성적에 머물렀는데 안재욱이 해당 작품과 동시간대 방송되었던 MBC 월화 드라마 《주몽》 캐스팅 제의를 고사하고 선택한 탓인지 아픔이 두 배였다.

## 기획 의도
가슴이 뛰면 죽는 남자가 가슴을 뒤흔드는 여자를 만났다. - 죽어가는 남자의 생애 마지막 사랑을 그린

## 등장 인물
- 안재욱 : 윤현서 역. 입양아 출신의 호텔맨
- 이보영 : 최영인 역. 에스테틱 피부관리사. 부업은 시민 마라톤 등 각종 달리기 대회 나가서 메달 및 상품권 타기
- 오윤아 : 강수진 역. 심장외과 의사
- 조동혁 : 카일 역. 엠파이어호텔의 신임 컨시어지 치프
- 안선영 : 왕찬성 역. 엠파이어호텔 프론트계원
- 김산호 : 김동래 역. 보안실직원
- 이상인 : 오주은 역. 현서의 비서
- 김기현 : 박양수 역. 시저스호텔 전무
- 정성모 : 강철구 역. 시저스호텔 총지배인
- 김광규 : 권복행 역. 시저스호텔 객실부장
- 이희도 : 최영규 역. 영인의 아버지. 엠파이어호텔 홍보실장
- 이혜숙 : 미희 역. 영인의 엄마
- 조달환 : 최재동 역. 영인의 동생
- 허정민 : 로니 역. 현서의 동생
- 조명식 : 정구 역. 수진의 후배. 흉부외과 레지던트
- 강이석 : 윤 역. 수진의 아들
- 맹봉학
- 윤혜경

## 이모저모
- 2006년 종영된 《굿바이 솔로》와 제목이 비슷하다는 비난을 사자[3] 《야수와 미녀》로 제목이 변경됐으나 《야수와 미녀》,《미녀와 야수》,《마녀와 야수》등과 혼동되어 시청자들에게 혼란을 더 가중시킨다는 비판을 받게 되어 본래의 제목으로 되돌아왔다.